# Phymatosorus commutatus
Phymatosorus commutatus là một loài thực vật có mạch trong họ Polypodiaceae. Loài này được (Blume) Pic. Serm. miêu tả khoa học đầu tiên năm 1973.